# Československá hokejová liga 1990/1991
48. ročník 1990/91 se hrál pod názvem 1. celostátní liga.

## Herní systém
14 účastníků hrálo v jedné skupině nejprve čtyřkolově systémem každý s každým.
Po takto odehraných 52 kolech se hrálo systémem play-off, kdy se utkali soupeři umístění na 1. a 4. místě a soupeři na 2. a 3. místě na 3 vítězná utkání. Vítězové postoupili do finále, které se hrálo na 3 vítězné zápasy. Poražení hráli o 3. místo na 2 vítězná utkání.
Mužstva umístěná na 5. až 14. místě dále nehrála, poslední dvě mužstva (AC Nitra a Motor České Budějovice) přímo sestoupila. Jejich místa pro příští ročník zaujali vítěz I. české národní hokejové ligy Zetor Brno a vítěz I. slovenské národní hokejové ligy HK Poprad.

## Pořadí po 52 kolech
| Poř. | Tým                    | Zápasy | Výhry | Remízy | Porážky | Skóre   | Body |
| ---- | ---------------------- | ------ | ----- | ------ | ------- | ------- | ---- |
| 1    | HC Dukla Jihlava       | 52     | 29    | 10     | 13      | 187:122 | 68   |
| 2    | HK Dukla Trenčín       | 52     | 32    | 4      | 16      | 244:187 | 68   |
| 3    | HC CHZ Litvínov        | 52     | 30    | 5      | 17      | 222:177 | 65   |
| 4    | VSŽ Košice             | 52     | 27    | 5      | 20      | 196:167 | 59   |
| 5    | HC Škoda Plzeň         | 52     | 26    | 6      | 20      | 167:150 | 58   |
| 6    | HC Sparta Praha        | 52     | 22    | 10     | 20      | 161:148 | 54   |
| 7    | AC ZPS Zlín            | 52     | 22    | 9      | 21      | 204:197 | 53   |
| 8    | Slovan Bratislava      | 52     | 22    | 9      | 21      | 164:187 | 53   |
| 9    | HC Pardubice           | 52     | 21    | 9      | 22      | 213:211 | 51   |
| 10   | HC Vítkovice           | 52     | 21    | 7      | 24      | 181:187 | 49   |
| 11   | DS Olomouc             | 52     | 19    | 5      | 28      | 146:191 | 43   |
| 12   | Poldi Kladno           | 52     | 18    | 5      | 29      | 150:171 | 41   |
| 13   | AC Nitra               | 52     | 16    | 7      | 29      | 154:224 | 39   |
| 14   | Motor České Budějovice | 52     | 9     | 9      | 34      | 154:224 | 27   |

## Play-off

### Semifinále
- HC Dukla Jihlava – VSŽ Košice 8:4 (2:2,3:1,3:1)
- HC Dukla Jihlava – VSŽ Košice 7:0 (1:0,2:0,4:0)
- VSŽ Košice – HC Dukla Jihlava 3:4 (0:1,1:0,2:3)
- Postupuje HC Dukla Jihlava 3:0 na zápasy

- HK Dukla Trenčín – HC CHZ Litvínov 3:5 (0:1,2:2,1:2)
- HK Dukla Trenčín – HC CHZ Litvínov 4:1 (1:1,3:0,0:0)
- HC CHZ Litvínov – HK Dukla Trenčín 4:3 SN (2:0,0:2,1:1,0:0)
- HC CHZ Litvínov – HK Dukla Trenčín 6:5 PP (2:3,1:2,2:0,1:0)
- Postupuje HC CHZ Litvínov 3:1 na zápasy

### Finále
- HC Dukla Jihlava – HC CHZ Litvínov 6:3 (4:2,1:0,1:1)
- HC Dukla Jihlava – HC CHZ Litvínov 3:2 (2:0,1:2,0:0)
- HC CHZ Litvínov – HC Dukla Jihlava 5:1 (2:1,1:0,2:0)
- HC CHZ Litvínov – HC Dukla Jihlava 0:7 (0:5,0:1,0:1)
- HC Dukla Jihlava na zápasy 3:1

### O 3. - 4. místo
- HK Dukla Trenčín – VSŽ Košice 6:4 (1:1,3:0,2:3)
- HK Dukla Trenčín – VSŽ Košice 4:2 (0:0,2:1,2:1)
- Obě utkání hrána v Trenčíně!
- HK Dukla Trenčín na zápasy 2:0

## Nejproduktivnější hráči základní části
| Poř. | Hráč             | Mužstvo          | Utkání | Branky | Asistence | Body |
| ---- | ---------------- | ---------------- | ------ | ------ | --------- | ---- |
| 1    | Radek Ťoupal     | HK Dukla Trenčín | 50     | 22     | 54        | 76   |
| 2    | Ľubomír Kolník   | HK Dukla Trenčín | 52     | 38     | 37        | 75   |
| 3    | Ladislav Lubina  | Tesla Pardubice  | 50     | 41     | 20        | 61   |
| 4    | Libor Dolana     | HC Dukla Jihlava | 50     | 28     | 32        | 60   |
| 5    | Josef Beránek    | CHZ Litvínov     | 50     | 27     | 27        | 54   |
| 6    | Richard Žemlička | Sparta Praha     | 51     | 22     | 30        | 52   |
| 7    | Žigmund Pálffy   | AC Nitra         | 50     | 35     | 15        | 50   |
| 8    | Peter Zúbek      | VSŽ Košice       | 50     | 26     | 22        | 48   |
| 9    | Peter Veselovský | VSŽ Košice       | 46     | 24     | 24        | 48   |
| 10   | Jaroslav Otevřel | AC ZPS Zlín      | 49     | 24     | 24        | 48   |

## Nejproduktivnější hráči play-off
| Poř. | Hráč              | Mužstvo          | Utkání | Branky | Asistence | Body |
| ---- | ----------------- | ---------------- | ------ | ------ | --------- | ---- |
| 1    | Petr Vlk          | HC Dukla Jihlava | 7      | 8      | 3         | 11   |
| 2    | Aleš Polcar       | HC Dukla Jihlava | 7      | 4      | 6         | 10   |
| 3    | Libor Dolana      | HC Dukla Jihlava | 7      | 5      | 3         | 8    |
| 4    | Kamil Kašťák      | CHZ Litvínov     | 8      | 5      | 3         | 8    |
| 5    | Roman Kontšek     | HK Dukla Trenčín | 6      | 2      | 6         | 8    |
| 6    | Branislav Jánoš   | HK Dukla Trenčín | 6      | 5      | 2         | 7    |
| 7    | Jan Čaloun        | CHZ Litvínov     | 7      | 5      | 1         | 6    |
| 8    | Miroslav Mach     | HK Dukla Trenčín | 6      | 4      | 2         | 6    |
| 9    | Róbert Petrovický | HK Dukla Trenčín | 6      | 4      | 2         | 6    |
| 10   | Radek Haut        | HC Dukla Jihlava | 4      | 3      | 3         | 6    |

## Zajímavosti
- Nejlepší střelec ročníku:  Ladislav Lubina – 41 gólů

## Rozhodčí

### Hlavní
- Petr Bolina
- Oldřich Brada
- Ján Čaprnka
- Anton Danko
- Ivo Haber
- Jiří Havlůj
- Ivo Kuba
- Jiří Lípa
- Tomáš Machač
- Ludvík Machala
- Rudolf Potsch
- František Rejthar
- Dušan Skačáni
- Ivan Šutka
- Jozef Vrábel

### Čároví
- Stanislav Barvíř –  Petr Stehlík
- Miloš Benek -  Branislav Šulla
- Ivan Beneš -  Miloš Grúň
- Jaroslav Petö-  Rudolf Lauff
- Milan Kolísek –  Václav Český
- Jaromír Brázdil -  Pavel Halas
- Jaromír Brunclík –  Ladislav Rouspetr
- Luboš Jakubec -  Jaroslav Marušin
- Boris Janíček -  Vladimír Mihálik
- Pavel Šafařík  –  Jan Tatíček
- Ondřej Fraňo  Zdeněk Novák
- Alexandr Fedoročko –  Jan Padevět
- Josef Furmánek -  Miroslav Lipina
- Vilém Cambal -  Michal Unzeitig
- Libor Šembera –  Jaroslav Tempír
- Lubor Směřička